# Casa Memorială „Mihail Sadoveanu”
Casa Memorială „Mihail Sadoveanu” este un muzeu județean din Vânători-Neamț. Muzeul dedicat scriitorului Mihail Sadoveanu a fost înființat în 1964 - 1966 de către Muzeul Literaturii Române din București, cu sprijinul familiei Sadoveanu. Inaugurat în august 1966, este trecut în administrația Complexului Muzeal Neamț în 1970. A revenit în administrația Muzeului Literaturii Române din București la 1 ianuarie 1994. Scriitorul a locuit în clădirea actualului muzeu în perioada 1944 - 1961, fiind reședința sa de vară. Clădirea a fost construită în 1937 de către mitropolitul Visarion Puiu, cu destinația de palat arhieresc. După ce a devenit casă de oaspeți este pusă la dispoziția scriitorului Mihail Sadoveanu în 1944 și cedată spre folosință pe viață în 1949. Casa a fost donată statului pe timp nelimitat pentru a fi folosită ca muzeu. A fost restaurată între 1964 - 1966.  Muzeul păstrează ambianța de epocă și expune obiecte memoriale: portretele părinților, portret și bust ale scriitorului, o icoană din secolul al XVIII-lea, o masă florentină, un șah de fildeș, pianul, sabia de samurai, obiecte de vânătoare și pescuit, cărți (Biblioteca roz - 75 volume, 61 ediții princeps); volume de documente istorice.
Clădirea muzeului este declarată monument istoric, având codul NT-IV-m-B-10764. 